# Model Industries Building
Model Industries Building er en tre-/fire-etagers bygning i det nordvestlige hjørne af Alcatraz Island to kilometer ud for kysten ved San Francisco. Bygningen blev oprindelig opført af det amerikanske militær og brugt som vaskeri indtil New Industries Building blev bygget som en del af et stort byggeprogram på Alcatraz i 1939, da det føderale fængsel var åbnet. Som en del af fængslet blev bygningen brugt til værksteder, hvor de indsatte kunne arbejde.
Den 10. januar 1935 skred bygningen, så der kun var ca. en meter til kanten af klippen, efter et jordskred forårsaget af en kraftig storm. Inspektøren på det tidspunkt, James A. Johnston foreslog at forlænge diget ud for det og bad præsidiet om 6.500 dollars til finansieringen. Han skulle senere fremhæve, at han ikke brød sig om den bygning, fordi den stod skævt. En billig kystsikringsplan blev afsluttet ved udgangen af 1935. Et vagttårn blev opført på taget af Model Industries Building i juni 1936, og bygningen blev sikret med tremmer fra gamle cellevinduer og riste, der havde dækket tagventilatorer, og som havde skullet forhindre indsatte i at undslippe fra taget. Bygningens vaskerifunktion blev sløjfet i 1939, da vaskeriet blev flyttet til den øverste etage i New Industries Building. I dag er bygningen er stærkt rustet efter årtier i den salte luft og vind, og vagttårnet på toppen af bygningen eksisterer ikke længere.